# Comuna Livezile, Bistrița-Năsăud
Livezile este o comună în județul Bistrița-Năsăud, Transilvania, România, formată din satele Cușma, Dorolea, Dumbrava, Livezile (reședința) și Valea Poenii.

## Demografie
Componența etnică a comunei Livezile
     Români (87,32%)
     Romi (6,28%)
     Alte etnii (0,48%)
     Necunoscută (5,92%)
Componența confesională a comunei Livezile
     Ortodocși (83,52%)
     Penticostali (6,04%)
     Martori ai lui Iehova (2,22%)
     Alte religii (1,92%)
     Necunoscută (6,3%)
Conform recensământului efectuat în 2021, populația comunei Livezile se ridică la 4.952 de locuitori, în creștere față de recensământul anterior din 2011, când fuseseră înregistrați 4.250 de locuitori. Majoritatea locuitorilor sunt români (87,32%), cu o minoritate de romi (6,28%), iar pentru 5,92% nu se cunoaște apartenența etnică. Din punct de vedere confesional, majoritatea locuitorilor sunt ortodocși (83,52%), cu minorități de penticostali (6,04%) și martori ai lui Iehova (2,22%), iar pentru 6,3% nu se cunoaște apartenența confesională.

## Politică și administrație
Comuna Livezile este administrată de un primar și un consiliu local compus din 15 consilieri. Primarul, Traian Simionca[*], de la Partidul Social Democrat, este în funcție din 2012. Începând cu alegerile locale din 2024, consiliul local are următoarea componență pe partide politice:
|  | Partid                    | Consilieri | Componența Consiliului | Componența Consiliului | Componența Consiliului | Componența Consiliului | Componența Consiliului | Componența Consiliului | Componența Consiliului | Componența Consiliului | Componența Consiliului | Componența Consiliului | Componența Consiliului | Componența Consiliului |
|  | ------------------------- | ---------- | ---------------------- | ---------------------- | ---------------------- | ---------------------- | ---------------------- | ---------------------- | ---------------------- | ---------------------- | ---------------------- | ---------------------- | ---------------------- | ---------------------- |
|  | Partidul Social Democrat  | 12         |                        |                        |                        |                        |                        |                        |                        |                        |                        |                        |                        |                        |
|  | Alianța Dreapta Unită     | 2          |                        |                        |                        |                        |                        |                        |                        |                        |                        |                        |                        |                        |
|  | Partidul Național Liberal | 1          |                        |                        |                        |                        |                        |                        |                        |                        |                        |                        |                        |                        |

## Atracții turistice
- Biserica de lemn din satul Dumbrava
- Biserica evanghelică-lutherană din satul Livezile, construcție secolul al XVI-lea
- Biserica ortodoxă din Livezile (construită în anul 1939 de enoriașii greco-catolici)
- Rezervația naturală "Piatra Cușmei" (5 ha), satul Cușma
- Rezervația naturală "Comarnic" (5 ha), satul Livezile
- Cușma (sit de importanță comunitară inclus în rețeaua europeană Natura 2000 în România)
- Muzeul săsesc Livezile (Muzeul de sub poartă), satul Livezile, colecție de artă populară
- Castrul roman, satul Livezile
- Centrul de Sănătate Dumbrava, satul Dumbrava

## Imagini

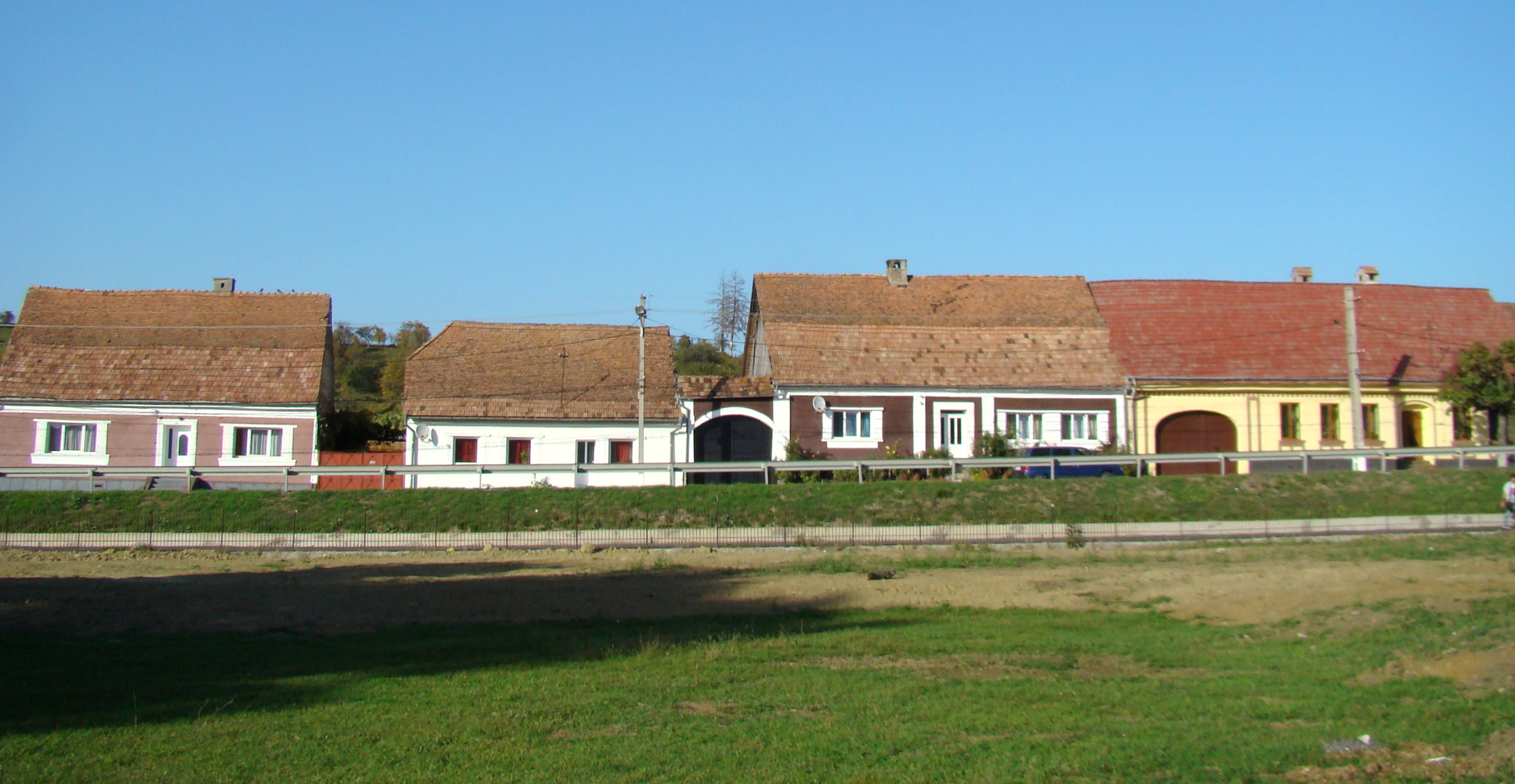
Ansamblul rural Livezile (monument istoric)
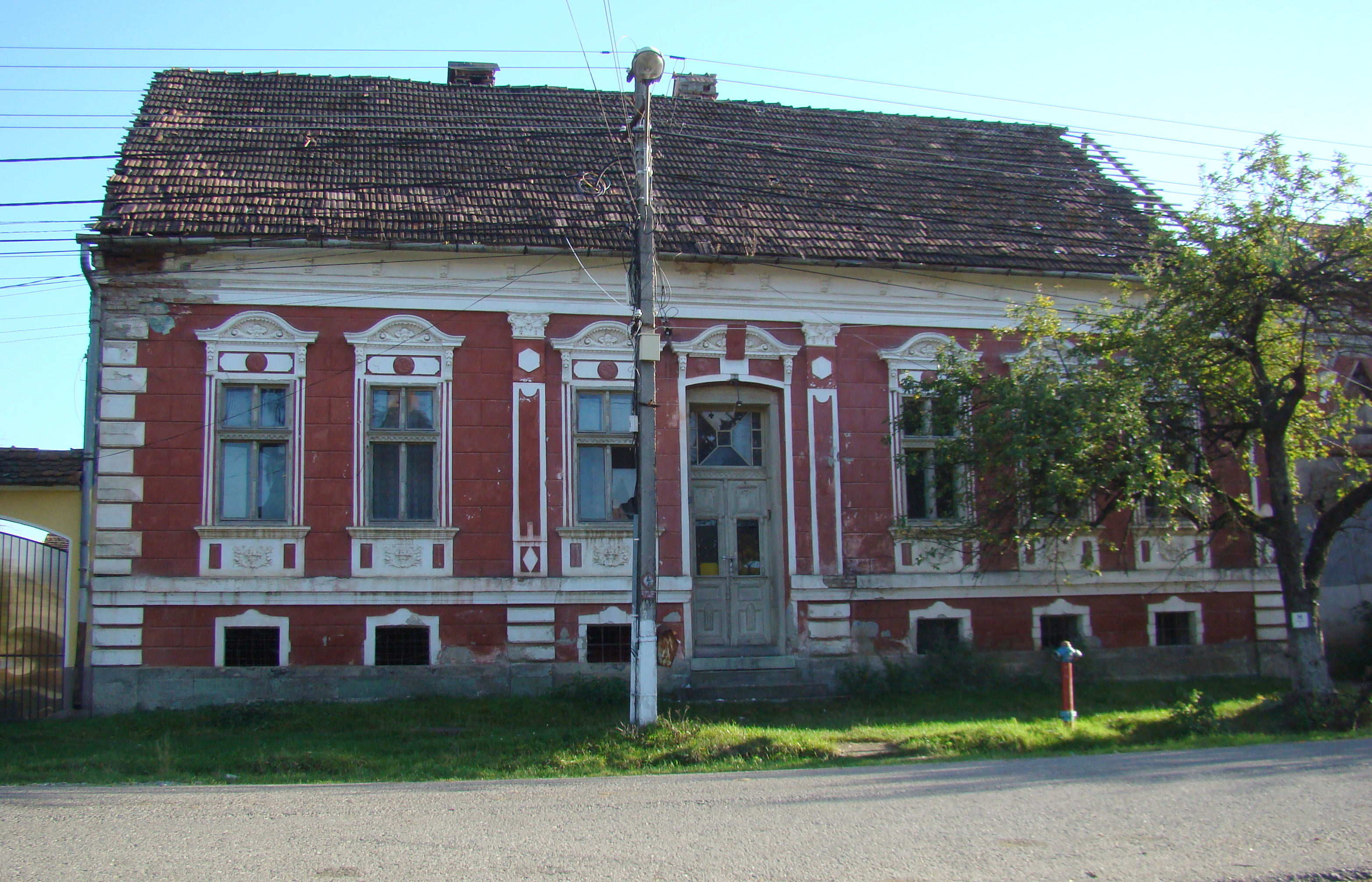
Ansamblul rural Livezile (monument istoric)
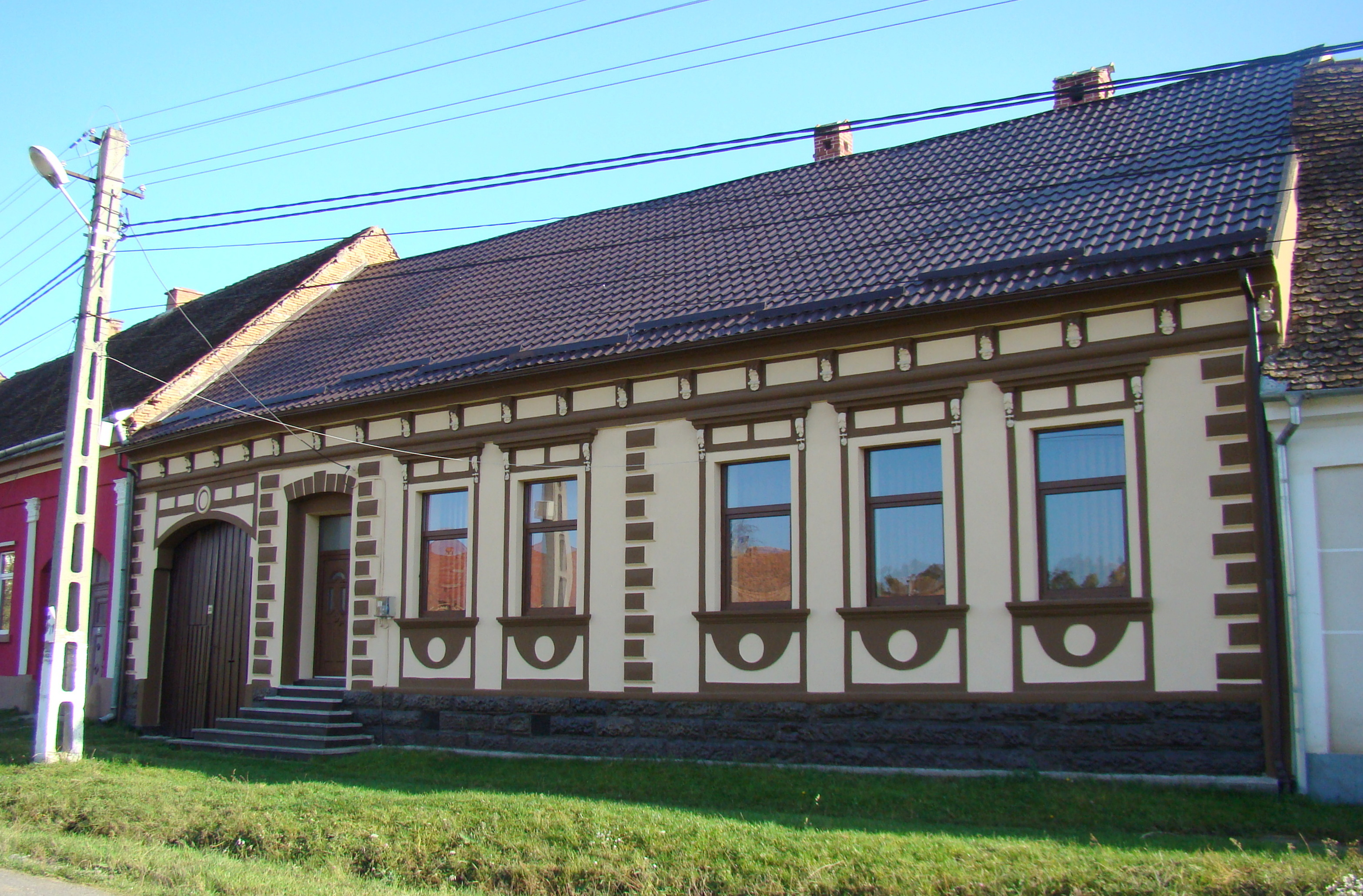
Ansamblul rural Livezile (monument istoric)
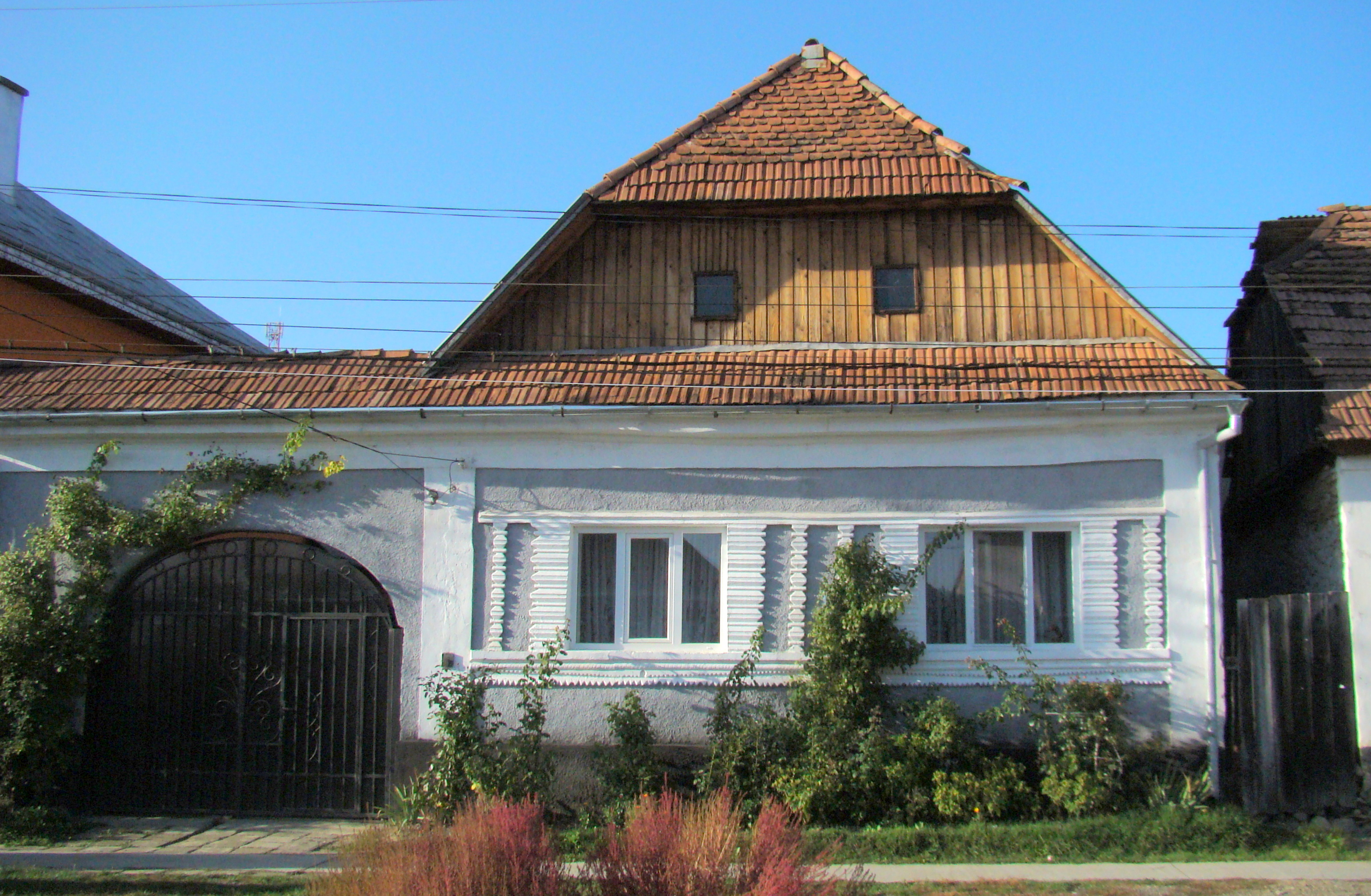
Ansamblul rural Livezile (monument istoric)
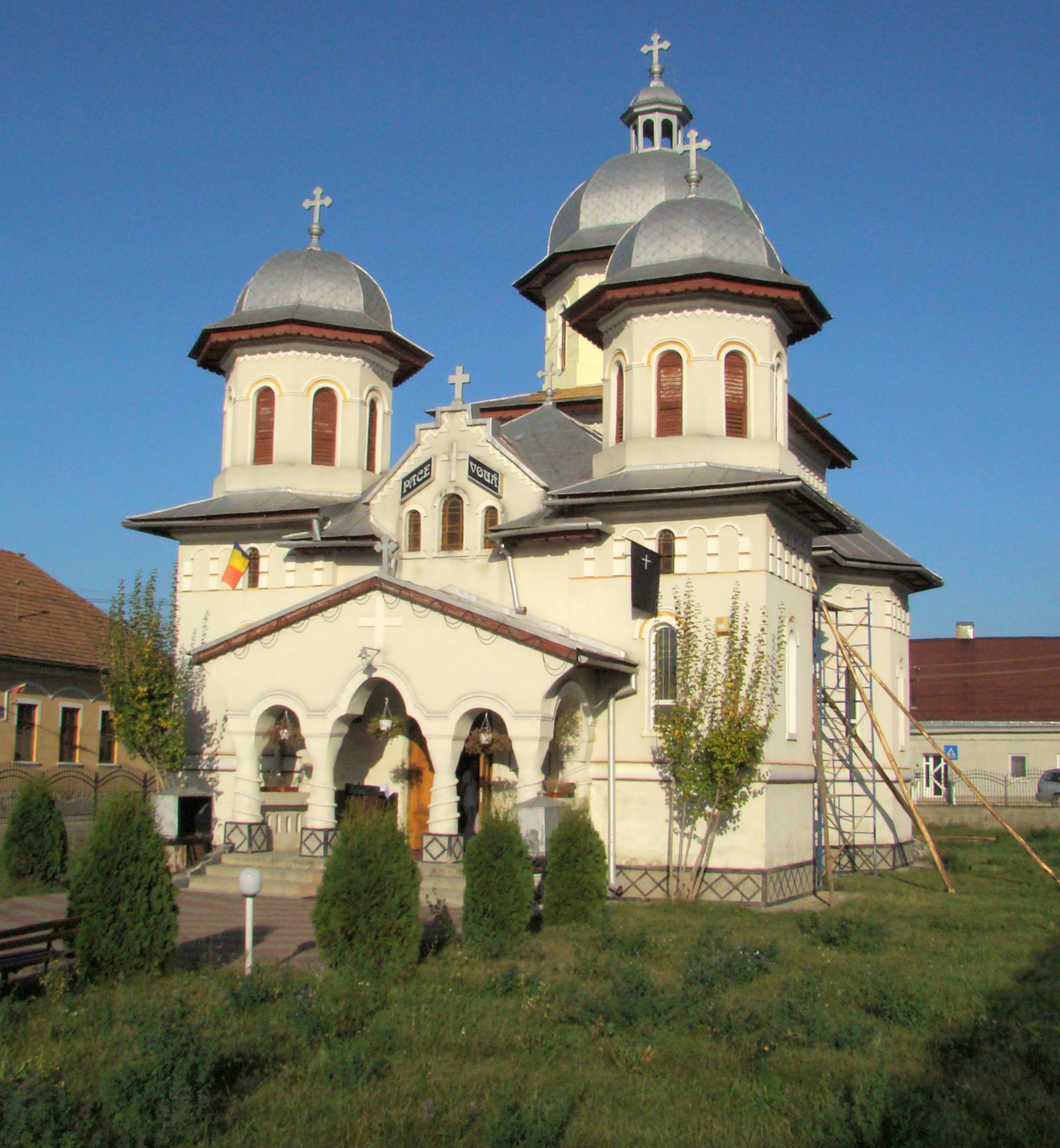
Biserica ortodoxă „Sfinții Apostoli Petru și Pavel” din Livezile
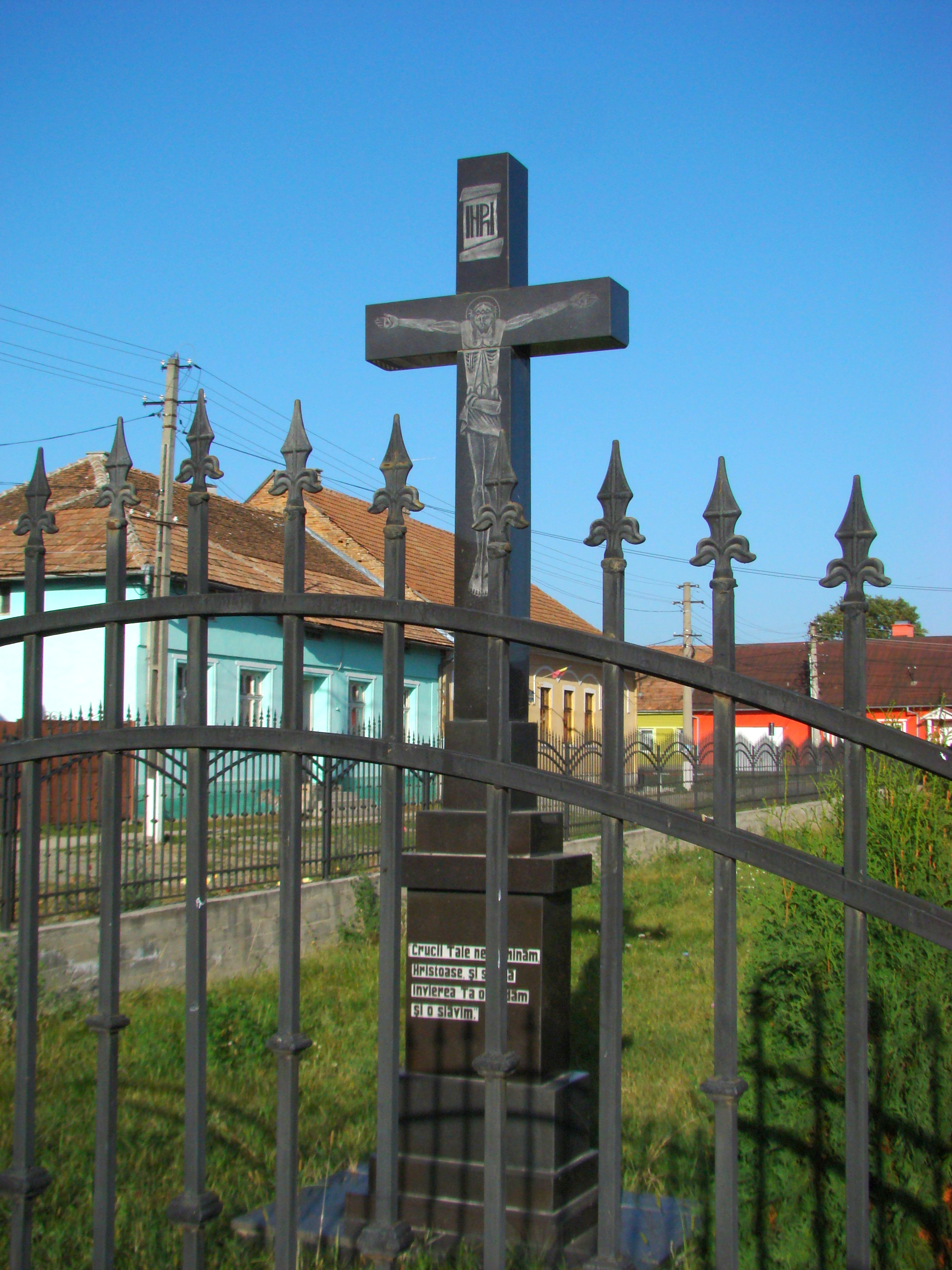
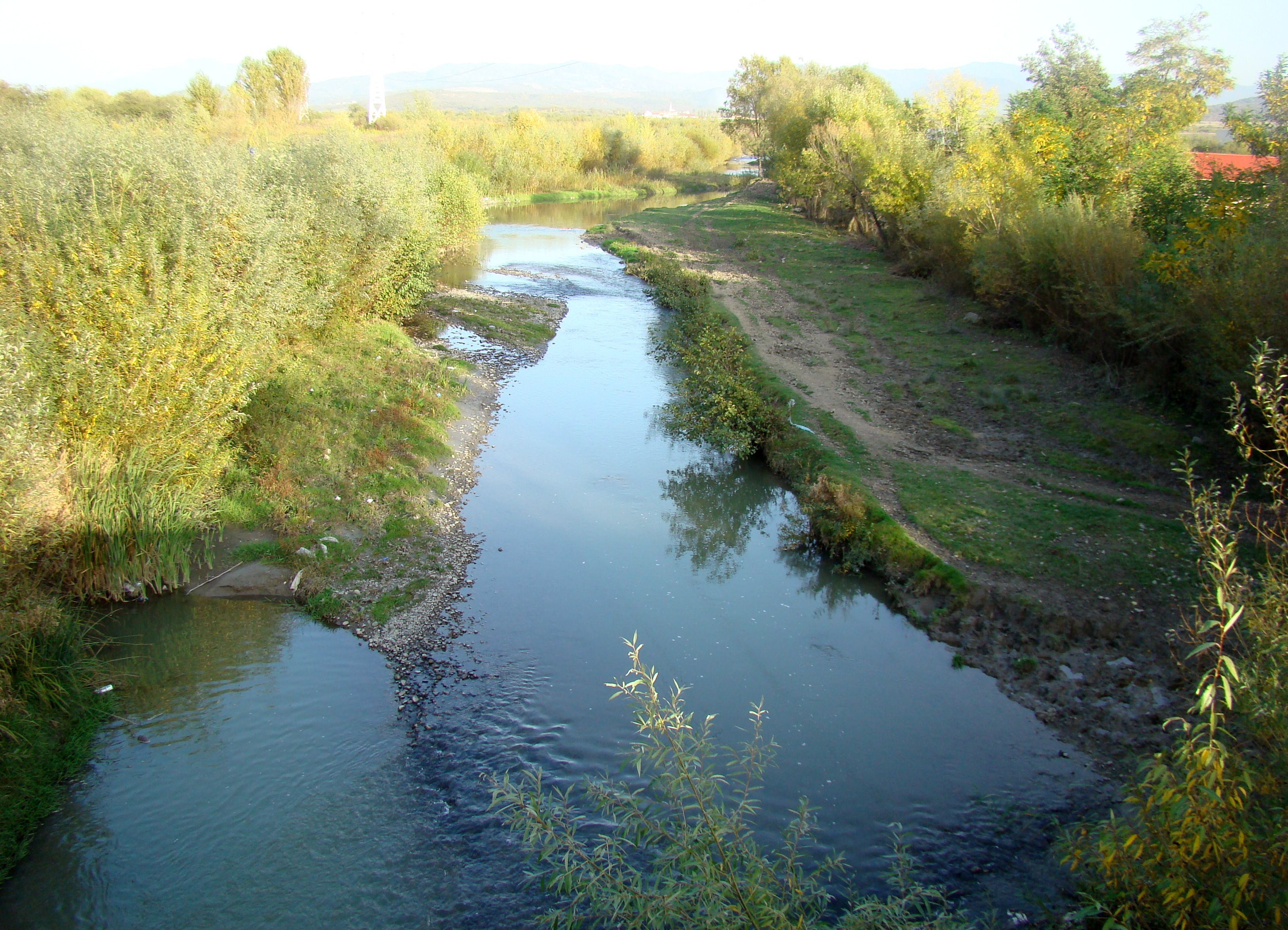
Râul Bistrița ardeleană
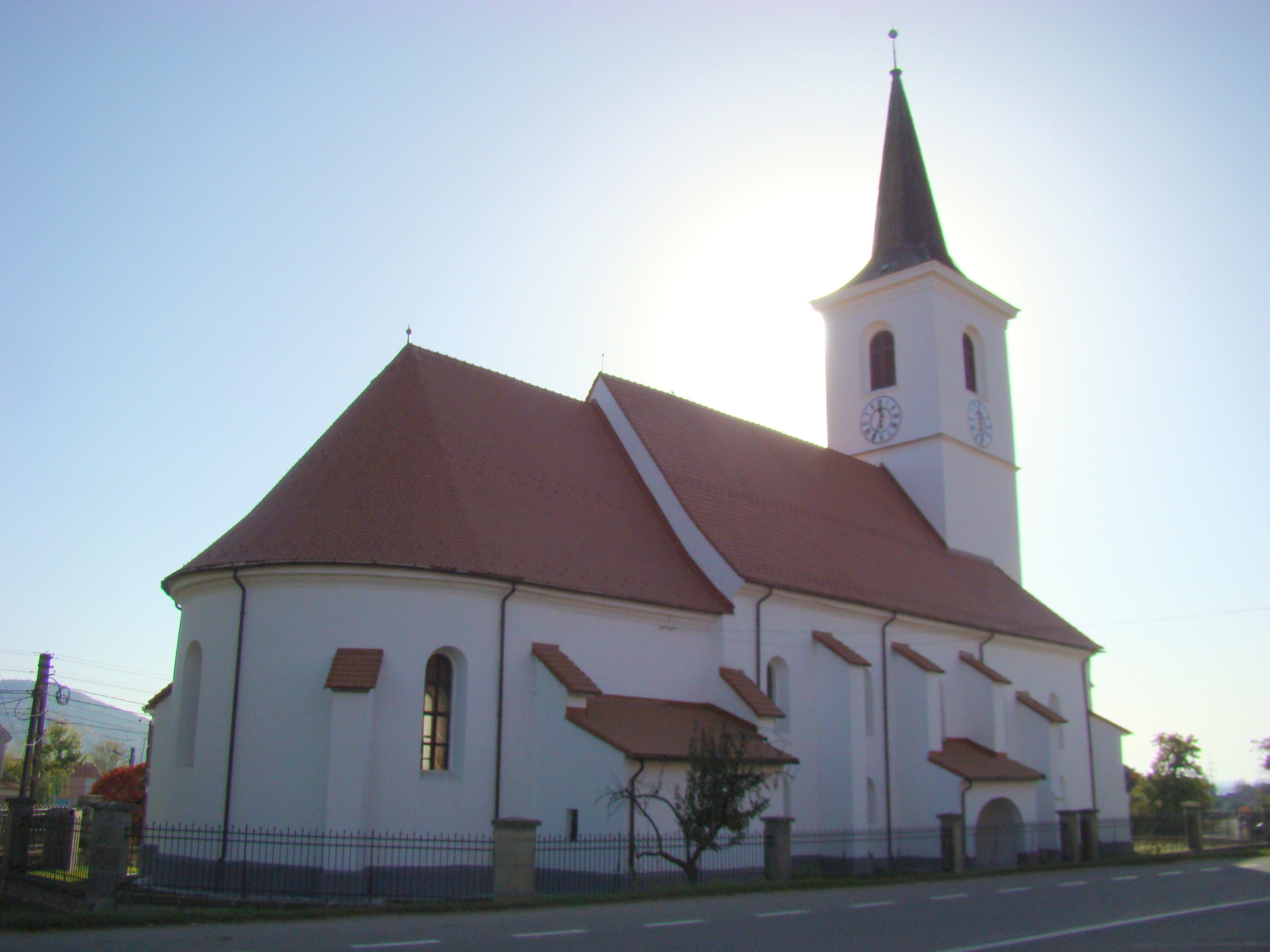
Biserica luterană din Livezile (monument istoric)
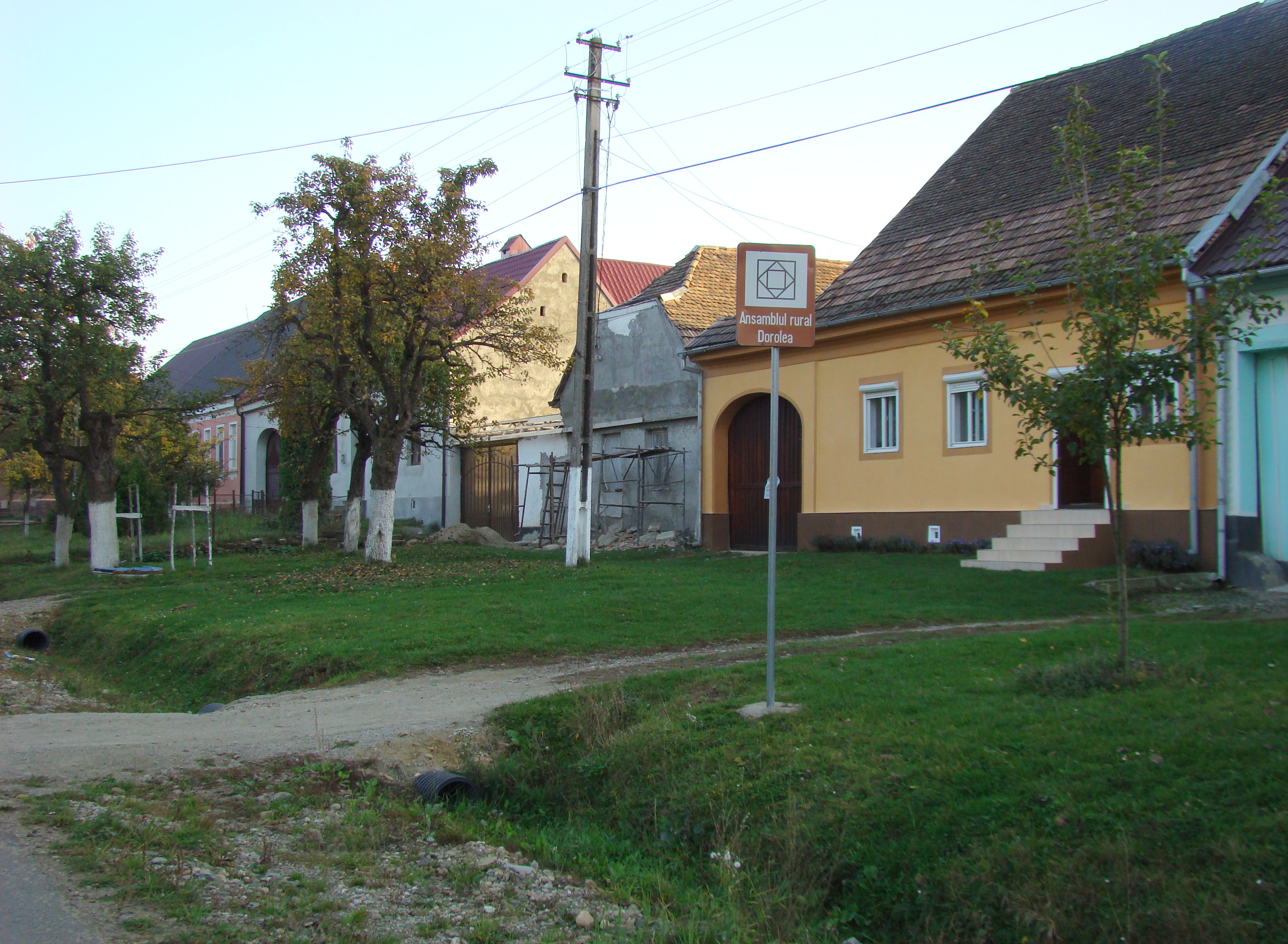
Ansamblul rural Dorolea (monument istoric)
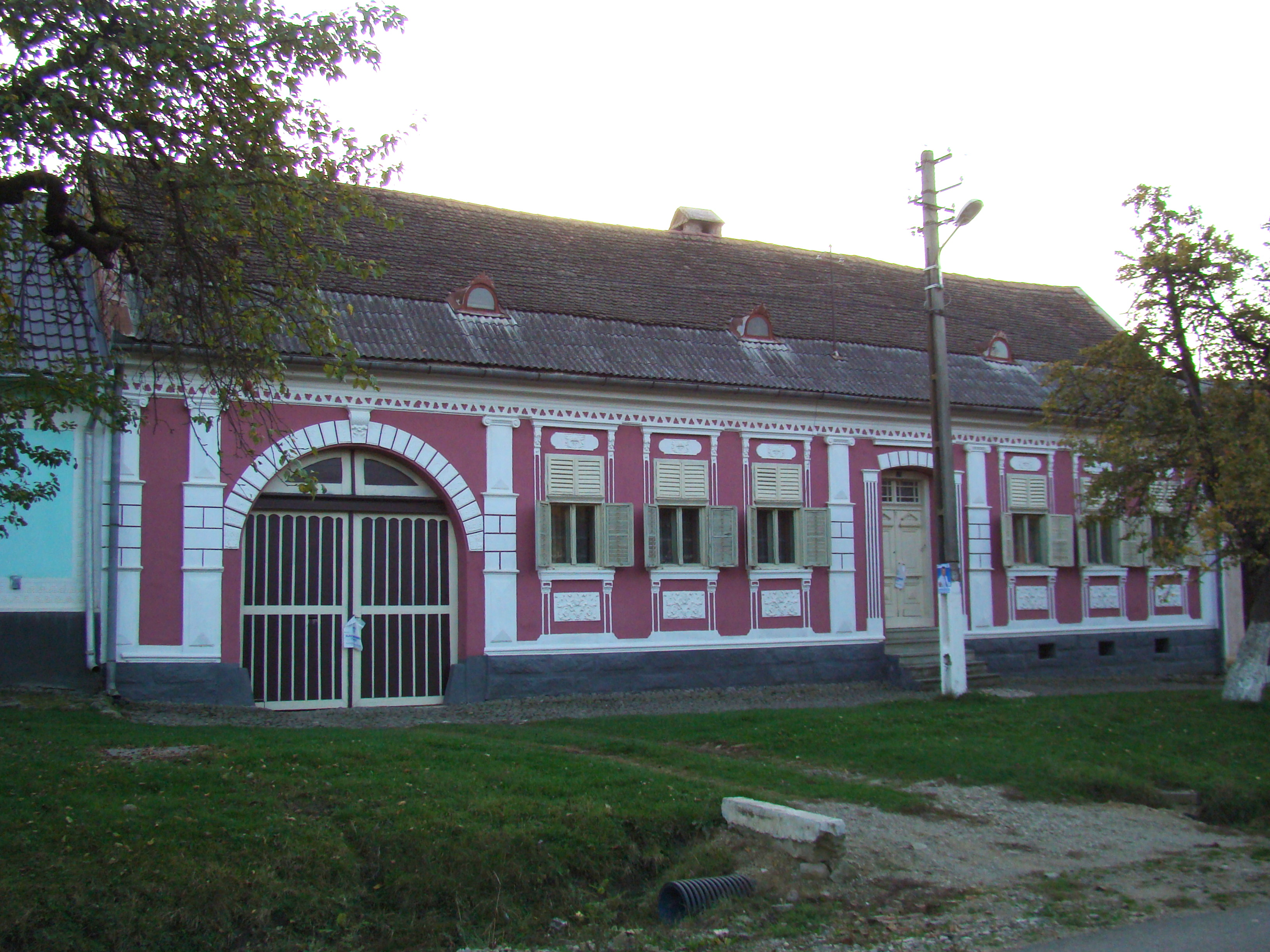
Ansamblul rural Dorolea (monument istoric)
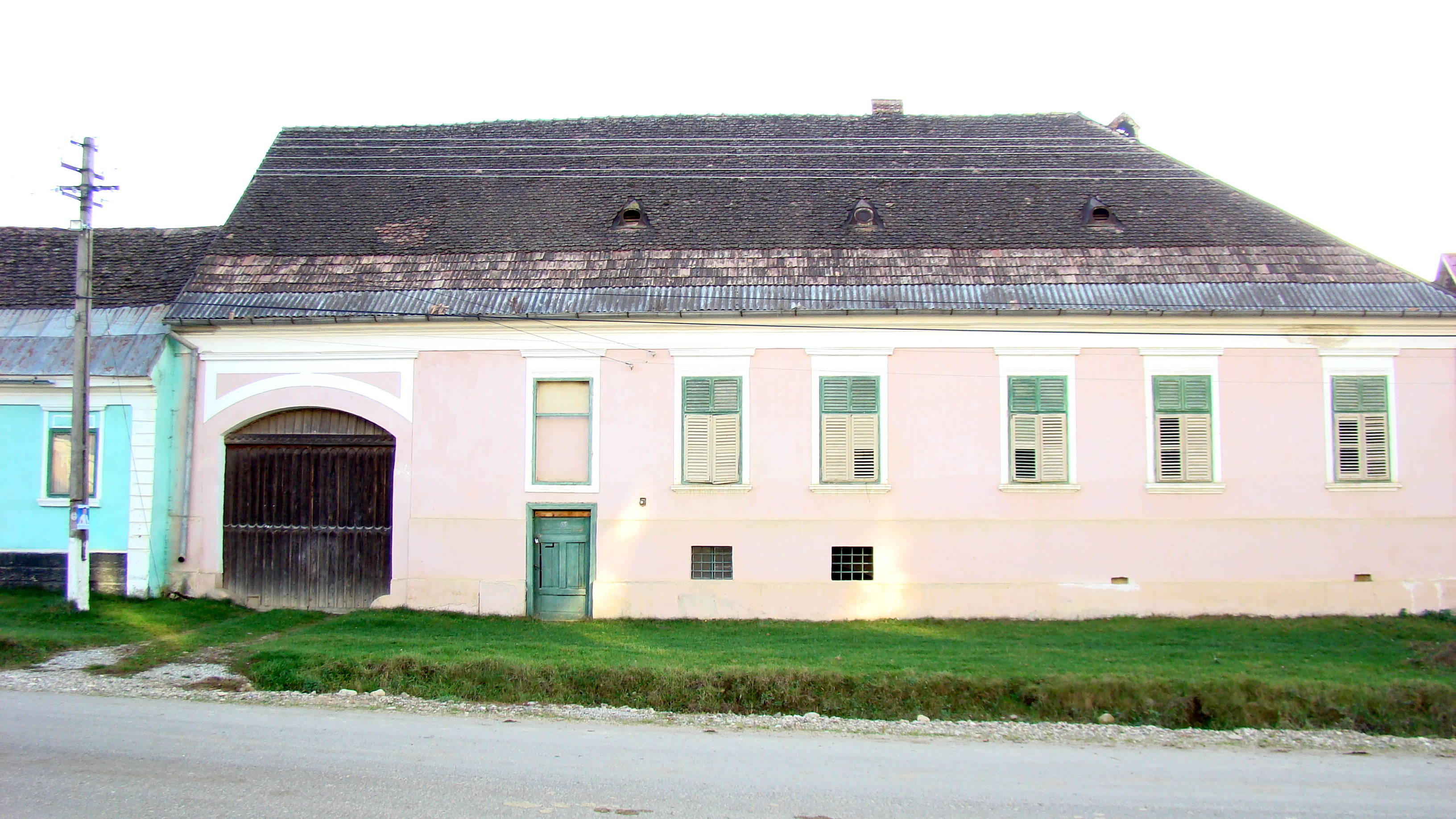
Ansamblul rural Dorolea (monument istoric)
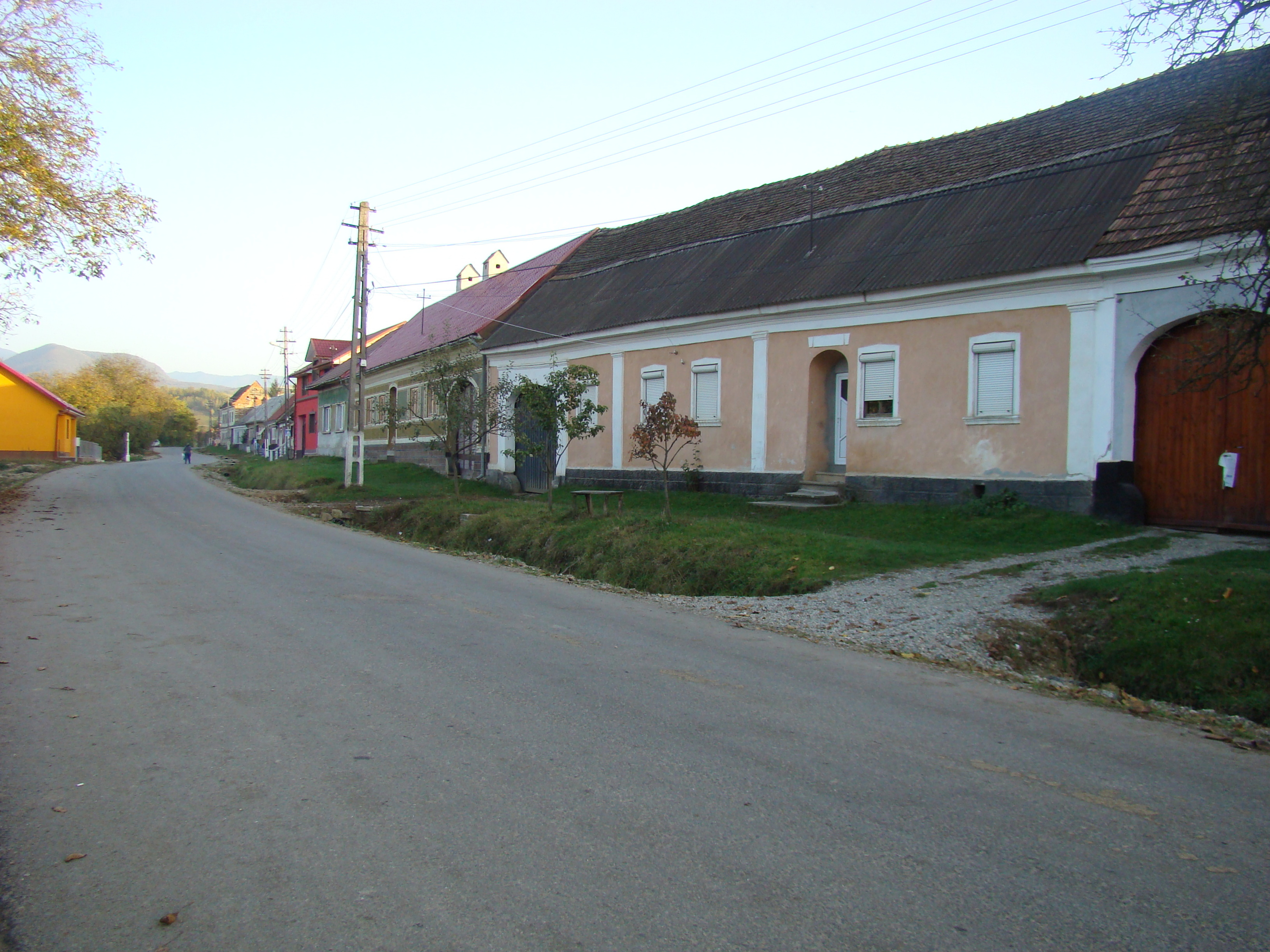
Ansamblul rural Dorolea (monument istoric)
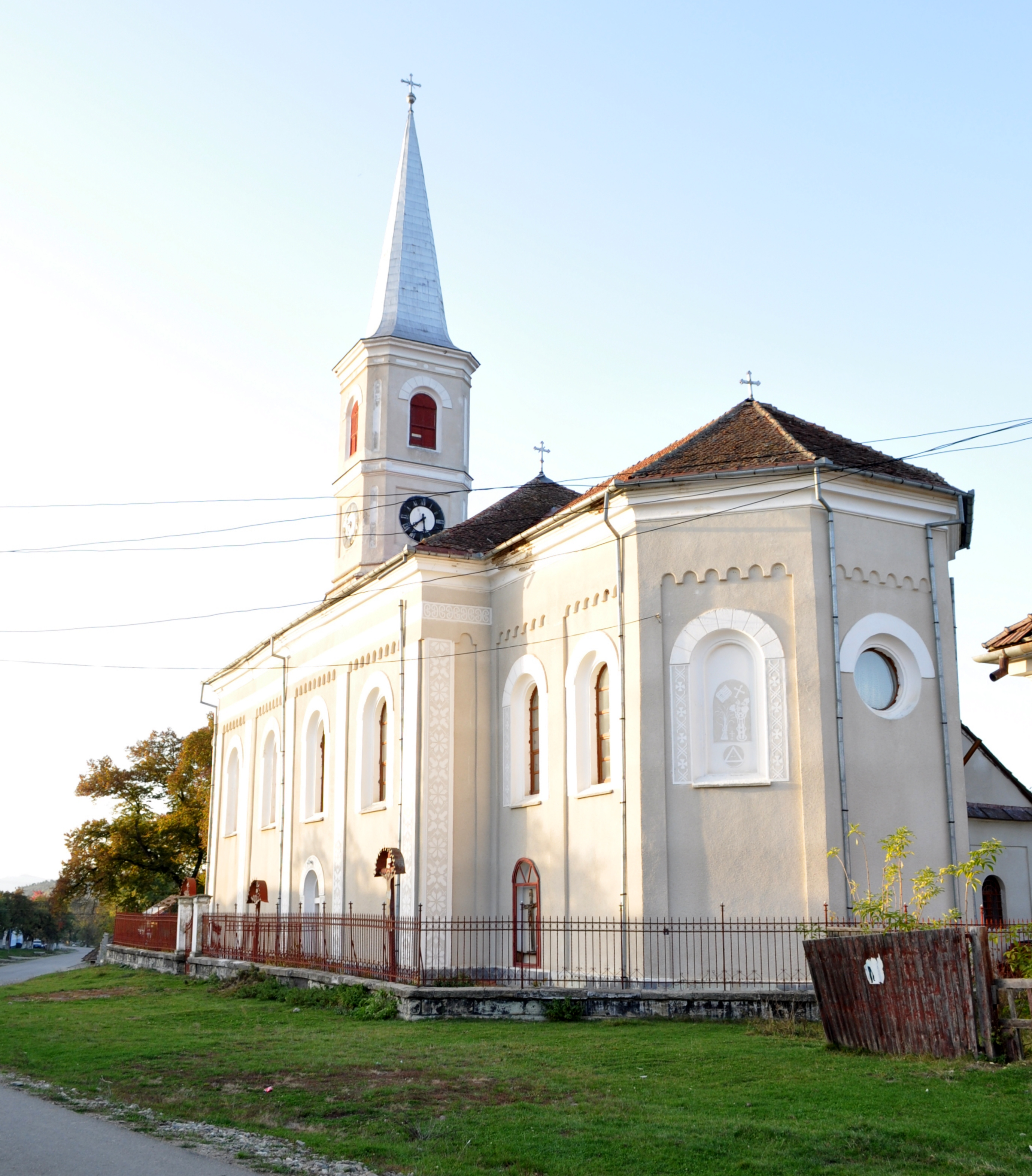
Biserica evanghelică din Dorolea (monument istoric)
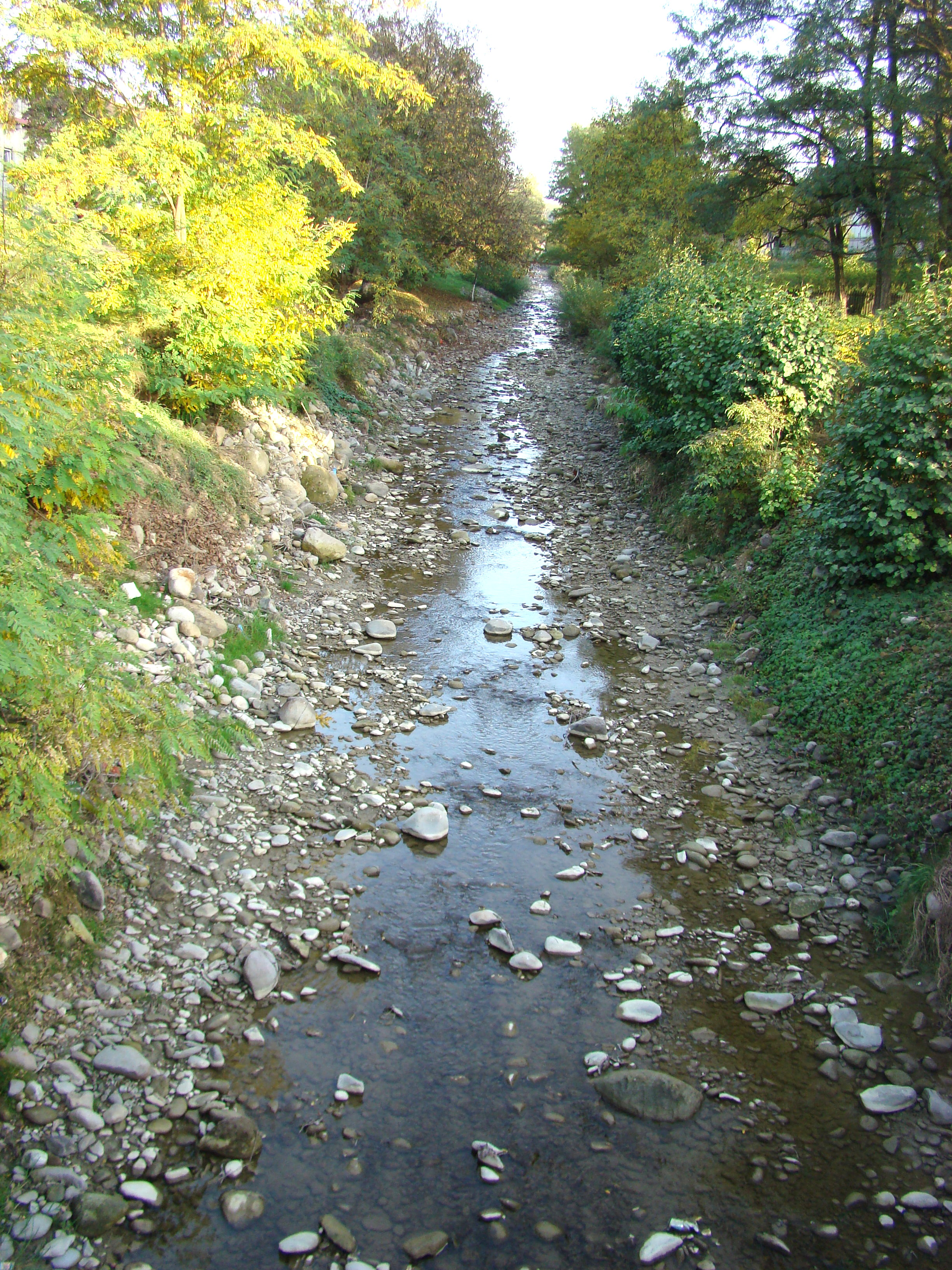
Pârâul Valea lui Tănase
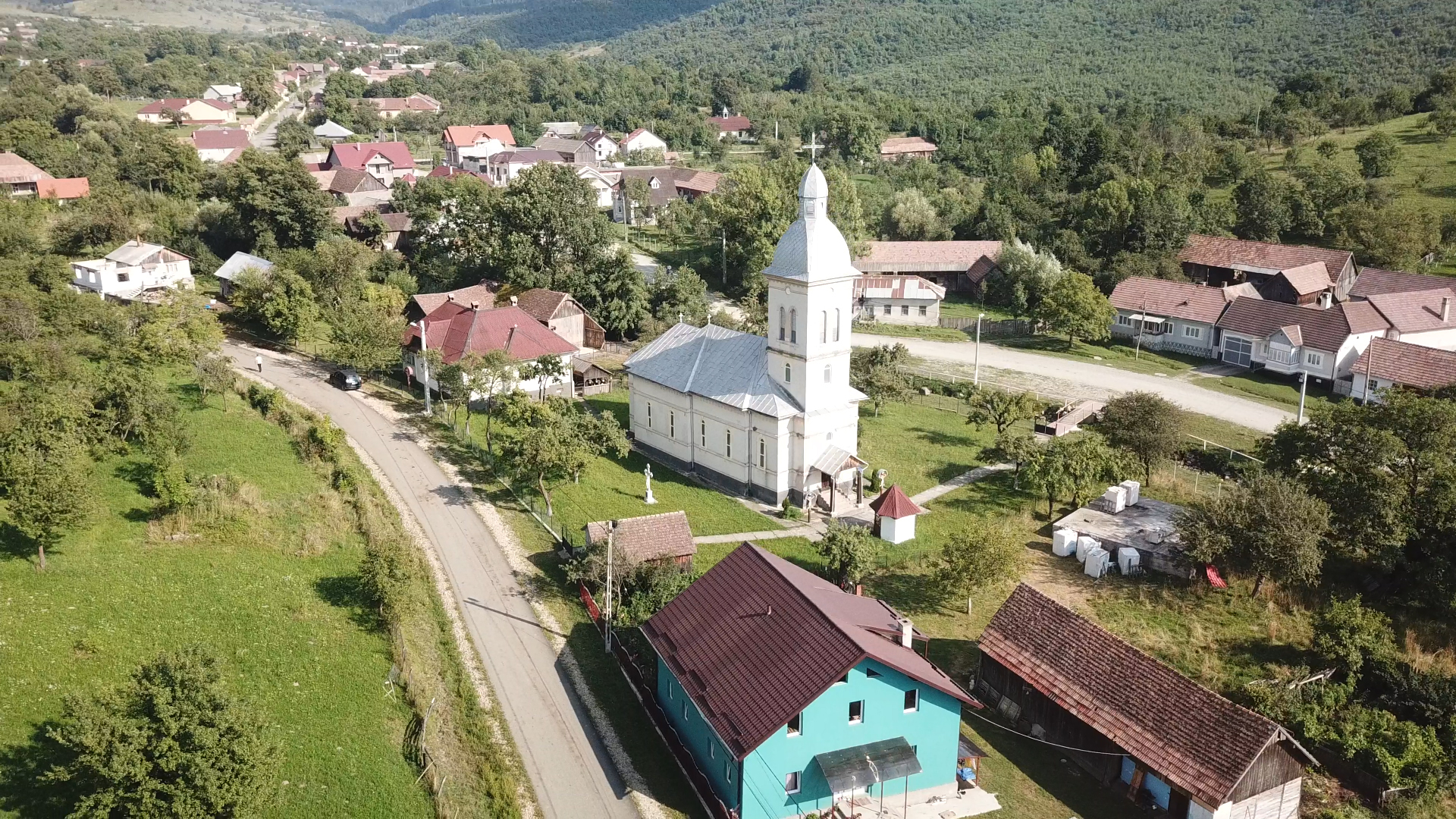
Cușma
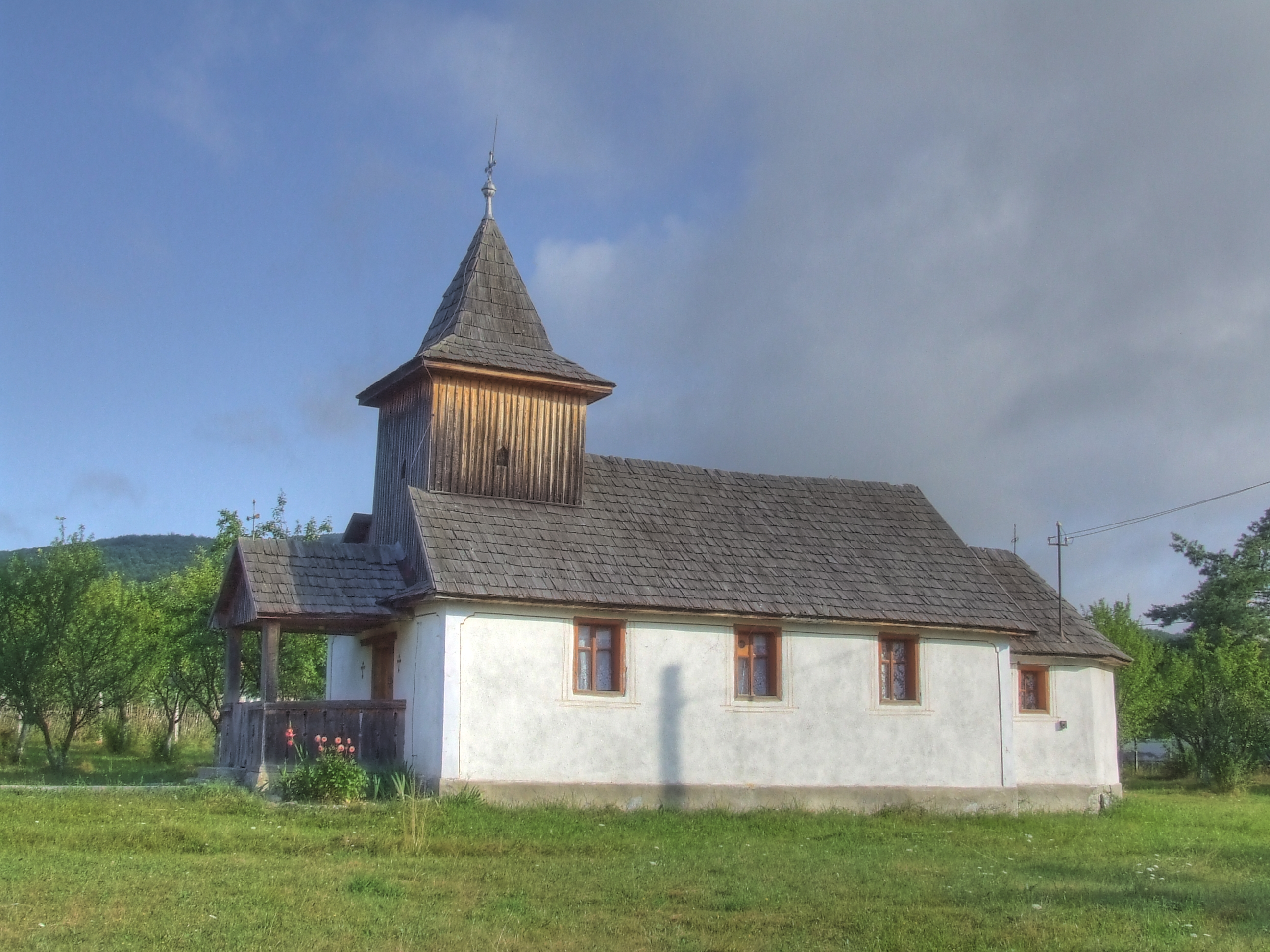
Biserica de lemn din Dumbrava (monument istoric)